# Carl H. June
Carl H. June, né en 1953 à New York, est un immunologiste et oncologue américain. Depuis 2001, il est professeur Richard W. Vague en immunothérapie au département de pathologie et de médecine de laboratoire de la Perelman School of Medicine de l'Université de Pennsylvanie. Il est surtout connu pour ses recherches sur les thérapies à base de cellules T pour le traitement de plusieurs formes de cancers.

## Biographie
June est diplômé de l'Académie navale américaine en 1975 et obtient son diplôme de médecine du Baylor College of Medicine de l'Université Baylor en 1979. Il passe sa quatrième année de médecine à l'Organisation mondiale de la santé à Genève, en Suisse, où il étudie l'immunologie et le paludisme avec le Dr Paul Henri-Lambert, et il complète sa formation clinique en médecine interne et en oncologie médicale de 1979 à 1983 au National Naval Medical Center de Bethesda, Maryland. June mène des recherches postdoctorales en biologie de la transplantation avec E. Donnall Thomas et John Hansen au Fred Hutchinson Cancer Center à Seattle de 1983 à 1986. Après avoir terminé sa formation, il retourne à Bethesda, où il fonde le programme de biologie cellulaire immunitaire au Naval Medical Research Center et est chef du département d'immunologie de 1990 à 1995. Il est également professeur de médecine et de biologie cellulaire et moléculaire à l'Uniformed Services University for the Health Sciences (en) jusqu'en 1999. En 1999, June rejoint l'Université de Pennsylvanie en tant que professeur d'ingénierie moléculaire et cellulaire à la faculté de médecine de l'Université de Pennsylvanie et chercheur à l'Abramson Family Cancer Research Institute, où il demeure dès lors. Il y devient professeur de pathologie en 2001. Il est spécialisé en médecine interne et en oncologie,.
Il participe sur le plan scientifique à la création des entreprises Xcyte Therapies Inc. (créée en 1996) et Tmunity Therapeutics (créée en 2008).

## Domaine de recherches
June est un pionnier de l'immunothérapie, surtout connu pour le développement de la thérapie par cellules T pour le cancer. Dans les années 1980, son laboratoire mène des recherches sur la molécule CD28 qui est utiilisée pour activer le Lymphocyte T. Quelques années plus tard, la capacité de cultiver des cellules CAR-T génétiquement modifiées chez l'homme est testée, et l'on découvre que ces cellules pouvaient se greffer et persister chez les patients atteints du VIH/SIDA pendant des années Ses travaux ont conduit au développement et à la commercialisation du Tisagenlecleucel, la première thérapie cellulaire approuvée par la FDA.

## Distinctions
- 2014 : Membre de l'American Academy of Arts and Sciences
- 2015 : Prix Paul-Ehrlich-et-Ludwig-Darmstaedter
- 2020 : Membre de la National Academy of Sciences
- 2022 : Prix de médecine de l'université Keiō[4]
- 2024 : Breakthrough Prize in Life Sciences[8]
- 2024 : Lauréat du Warren Alpert Foundation Prize[9]